# Polymera albitarsis
Polymera albitarsis är en tvåvingeart. Polymera albitarsis ingår i släktet Polymera och familjen småharkrankar.

## Underarter
Arten delas in i följande underarter:
- P. a. albitarsis
- P. a. dominicae